# Olympische Sommerspiele 2008/Teilnehmer (Finnland)
| Gelbes Symbol für Goldmedaillen mit stilisierten Olympischen Ringen | Graues Symbol für Silbermedaillen mit stilisierten Olympischen Ringen | Braundes Symbol für Bronzemedaillen mit stilisierten Olympischen Ringen |
| ------------------------------------------------------------------- | --------------------------------------------------------------------- | ----------------------------------------------------------------------- |
| 1                                                                   | 1                                                                     | 2                                                                       |

Finnland nahm 2008 zum 22. Mal an Olympischen Sommerspielen teil. Für die Olympischen Sommerspiele in Peking benannte das Suomen Olympiakomitea insgesamt 58 Athleten (+ 2 Reserve). Die Auswahl erfolgte in vier Nominierungsrunden, die am 19. Dezember 2007, 16. April 2008, 20. Mai 2008 und 21. Juli 2008 stattfanden. Nach den Kaleva-Spielen – den finnischen Meisterschaften – Anfang August fanden noch einige Nachnominierungen in der Leichtathletik statt. Fahnenträger der Eröffnungsfeier war der Schütze Juha Hirvi.

## Medaillengewinner

### Gold
| Name                | Sportart | Wettkampf |
| ------------------- | -------- | --------- |
| Satu Mäkelä-Nummela | Schießen | Trap      |

### Silber
| Name                       | Sportart | Wettkampf                   |
| -------------------------- | -------- | --------------------------- |
| Minna Nieminen, Sanna Stén | Rudern   | Leichtgewichts-Doppelzweier |

### Bronze
| Name           | Sportart       | Wettkampf  |
| -------------- | -------------- | ---------- |
| Henri Häkkinen | Schießen       | Luftgewehr |
| Tero Pitkämäki | Leichtathletik | Speerwurf  |

## Teilnehmer nach Sportarten

### Badminton
- Anu Nieminen
Frauen, Einzel
- Ville Lång
Männer, Einzel

### Bogenschießen
- Matti Hatava
Männer

### Gewichtheben
- Antti Everi
Männer, Klasse über 105 kg

### Judo
- Nina Koivumäki
Frauen, Klasse bis 57 kg
- Johanna Ylinen
Frauen, Klasse bis 63 kg

### Kanu
- Anne Rikala
K-1 Damen, 500 m
K-2 Damen, 500 m
- Jenni Mikkonen
K-2 Damen, 500 m
- Mika Hokajärvi
K-2 Männer, 500 m und 1000 m
- Kalle Mikkonen
K-2 Männer, 500 m und 1000 m

### Leichtathletik
- Tero Pitkämäki (Bronze )
Männer, Speerwurf
- Janne Holmén
Männer, Marathon
- Antti Kempas
Männer, Gehen
- Jarkko Kinnunen
Männer, Gehen
- Francis Kirwa
Männer, Marathon
- Merja Korpela
Frauen, Hammerwurf
- Tommi Evilä
Männer, Weitsprung
- Visa Hongisto
Männer, 200 m
- Robert Häggblom
Männer, Kugelstoßen
- Tero Järvenpää
Männer, Speerwurf
- Olli-Pekka Karjalainen
Männer, Hammerwurf
- Jukka Keskisalo
Männer, 3000 m Hindernis
- Frantz Kruger
Männer, Diskuswurf
- Mikko Lahtio
Männer, 800 m
- Mikko Latvala
Männer, Stabhochsprung
- Teemu Wirkkala
Männer, Speerwurf
- Niina Kelo
Frauen, Siebenkampf
- Vanessa Vandy
Frauen, Stabhochsprung
- Mikaela Ingberg
Frauen, Speerwurf
- Mikko Halvari
Männer, Zehnkampf
- Antti Ruuskanen
Männer, Speerwurf (Ersatz)

### Reiten
- Kyra Kyrklund
Frauen, Dressur

### Ringen
- Jarkko Ala-Huikku
Männer, Griechisch-Römisch 60 kg

### Rudern
- Minna Nieminen (Silber )
Frauen, Leichtgewichts-Doppelzweier
- Sanna Stén (Silber )
Frauen, Leichtgewichts-Doppelzweier
- Ilona Hiltunen
Frauen, Leichtgewichts-Doppelzweier (Ersatz)

### Schießen
- Hanna Etula
Frauen, Gewehr
- Marjo Yli-Kiikka
Frauen, Gewehr
- Mira Nevansuu
Frauen, Pistole
- Marjut Heinonen
Frauen, Skeet
- Satu Mäkelä-Nummela (Gold )
Frauen, Trap
- Juha Hirvi
Männer, Gewehr
- Henri Häkkinen (Bronze )
Männer, Luftgewehr
- Kai Jahnsson
Männer, Pistole

### Schwimmen
- Hanna-Maria Seppälä
Frauen, 50 m Freistil und 100 m Freistil
- Noora Laukkanen
Frauen, 200 m Brust
- Eva Lehtonen
Frauen, 400 m Freistil und 800 m Freistil
- Emilia Pikkarainen
Frauen, 100 m Schmetterling
- Matti Rajakylä
Männer, 50 m Freistil und 100 m Freistil

### Segeln
- Silja Lehtinen
Frauen, Yngling
- Livia Väresmaa
Frauen, Yngling
- Maria Klemetz
Frauen, Yngling
- Tuula Tenkanen
Frauen, Laser Radial
- Tuuli Petäjä
Frauen, RS:X
- Heikki Elomaa
Männer, 470er
- Niklas Lindgren
Männer, 470er
- Tapio Nirkko
Männer, Finn
- Pierre Collura
Männer, Laser

### Tennis
- Jarkko Nieminen
Herreneinzel

### Turnen
- Sami Aalto
Kunstturnen, Herren

### Wasserspringen
- Joona Puhakka
Männer